# Dolina Kościeliska
Dolina Kościeliska je údolí na polské straně Západních Tater sahající od tatranského podhůří až po hlavní hřeben Západních Tater. Orograficky je pravým oddělením Doliny Czarnego Dunajce.

## Poloha
Údolí se nachází v Západních Tatrách. Rozprostírá se na ploše přibližně 35 km², je 9 km dlouhé a po obvodu měří přibližně 27 km. Na západě ho obklopuje severní hřeben od Sivé věže ( polsky Siwi Zwornik po Przedniu Kopku, na jihu hlavní hřeben na úseku od Siwego Zwornika po Malolučňiak, na východě severozápadní hřeben Malolučňiaku po Mały Regiel.
Má mnoho bočních větví. Největší jsou: Dolina Miętusia, Dolina Tomanowa a Dolina Pyszniańska (Pyszna). Další větší oddělení jsou: Žleby pod Wysranki, Wąwóz Kraków, Wściekły Žleby, Zastolański Žleb, Dolinka Iwanowska, Dolina Smytnia. Údolím protéká Kościeliski Potok.
Nejvyšším bodem údolí je Blyšť, (2169 m n. m.). Z údolí lze vidět nejvyšší vrch Západních Tater Bystrá. Dolina Kościeliska tvoří dlouhou a hlubokou skalní roklinu, jejíž stěny, nazvané brány, se na třech místech přibližují k sobě. Jsou to: Nižna Kościeliska Brama, Pośrednia Kościeliska Brama a Wyżna Kościeliska Brama.

## Geologie
Jižní část údolí tvoří krystalické horniny. Ve velké míře na vytváření profilu údolí se podílel ledovec. Prostřední a dolní část údolí tvoří sedimenty, zejména vápenec, dolomity, břidlice a pískovce. Na formování údolí měl hlavní podíl Kościeliski Potok a voda tekoucí podzemními trhlinami. Výsledkem této činnosti jsou bradla fantastických tvarů, strmé skalní stěny a četné krasové jeskyně a polany jako například: Stara Polana, Polana Pisana, Stare Kościeliska, Wyżne Kira Miętusia .
V údolí se nachází několik turisticky dostupných a často navštěvovaných jeskyní: Jaskinia Mroźna, Smocza Jama, Jaskinia Mylná, Jaskinia Raptawicka a Jaskinia Obłazkowa. Téměř ke všem vedou turistické stezky. Jedinou výjimkou je jeskyně Dziura v Dolině ke Dziurze.

## Rostlinstvo
Údolí charakterizuje bohatá flóra. Roste tu spousta v polských Karpatech vzácně se vyskytujících rostlin. Například skalník plstnatý (Cotoneaster nebrodensis), oměj chlupoplodý (Aconitum lasiocarpum), ostřice dvoudomá (Carex dioica), jirnice modrá (Polemonium caeruleum) a jiné.

## Historie
V minulosti bylo údolí spojené s hornictvím. Horníci zde dolovali stříbro, měď a antimon už od konce 15. století. Od konce 18. století těžištěm jejich činnosti byla těžba železné rudy. V Starych Kościeliskach rudu zpracovávali a tavili, byla tu kovářská dílna, sruby, hospoda, Lesovna a kostelík. Od něj pochází název údolí. Přes údolí a přes Tomanovské sedlo vedla trasa na Slovensko, kterou využívali na koních cestující obchodníci a pašeráci. Často je přepadávali zbojníci, o čemž svědčí historické názvy mnoha skalních objektů, za nimiž číhali na svou kořist: Zbojnická Okna, Zbojnicka Turňa, Zbojnicki Stół. Na konci 18. století údolí začali navštěvovat první turisté. Od roku 1815 se oblíbeným stal výstup na Bystrú, ze které turisté obdivovali východ slunce. Toto místo inspirovalo mnoho polských umělců a básníků. Lesovna, kterou tu postavili, posloužila turistům na přenocování i na odpočinek. Během druhé světové války se v ní ukrýval partyzánský oddíl. Přes údolí procházeli tatranští kurýři, kteří během války přes hranice přepravovali tajné zprávy. Údolí bylo oblíbeným místem hledačů pokladů, kteří na skalách zanechali různé znaky.

## Turistika
Ze Zakopaného do osady Kiry (927 m n. m.), která je místní částí Kościeliska, jezdí autobusy a mikrobusy. Po údolí je možné pohybovat se pěšky nebo využít služeb drožkářů. V sezóně patří k nejnavštěvovanějším údolím v polských Tatrách. Je součástí polského Tatranského národního parku a východiskem do mnoha jiných údolí. V horní části údolí (z Kiry 5,5 km, 1.30 h pěšky) se nachází Chata Ornak. 

## Galerie

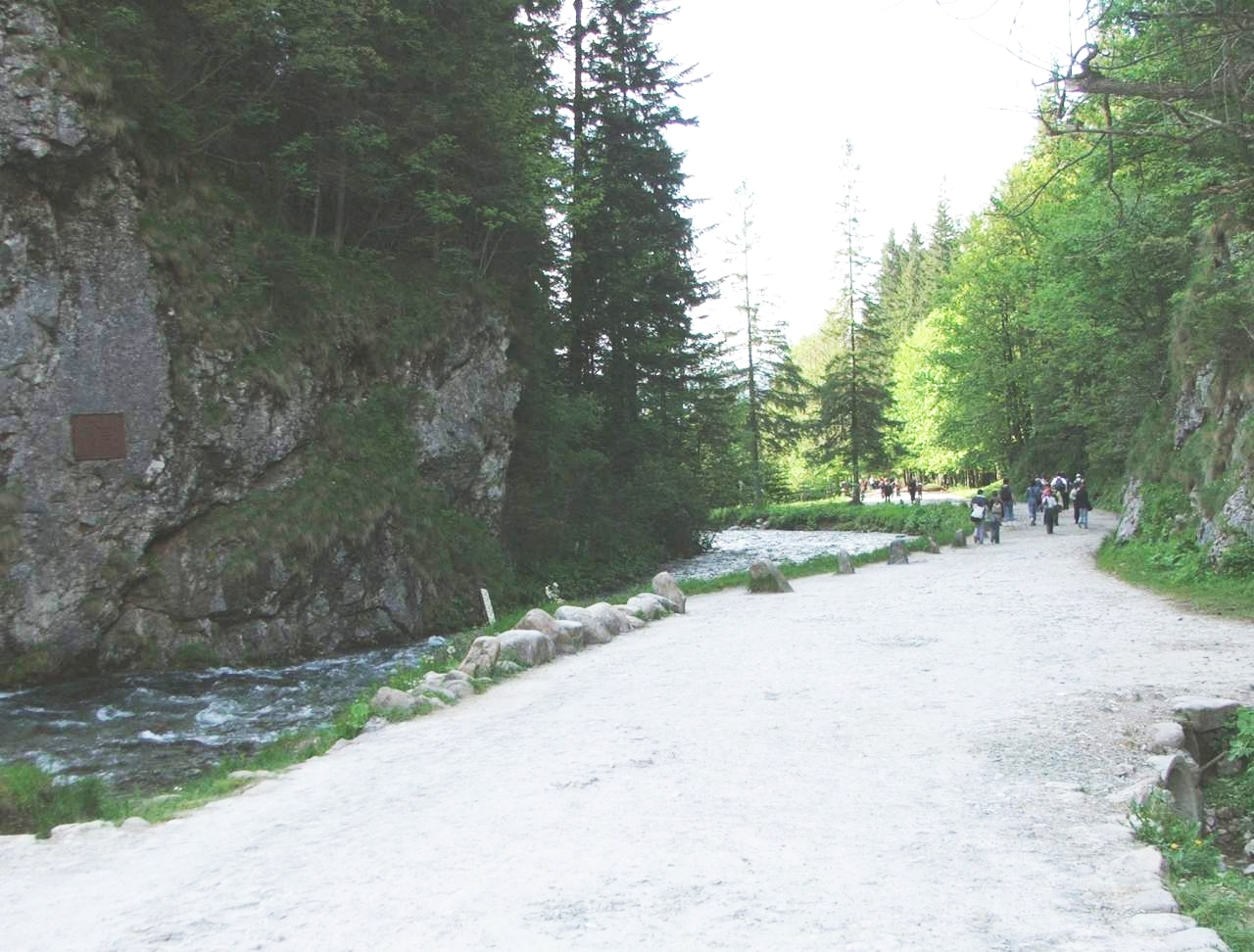
Nižná Kościeliska Brama
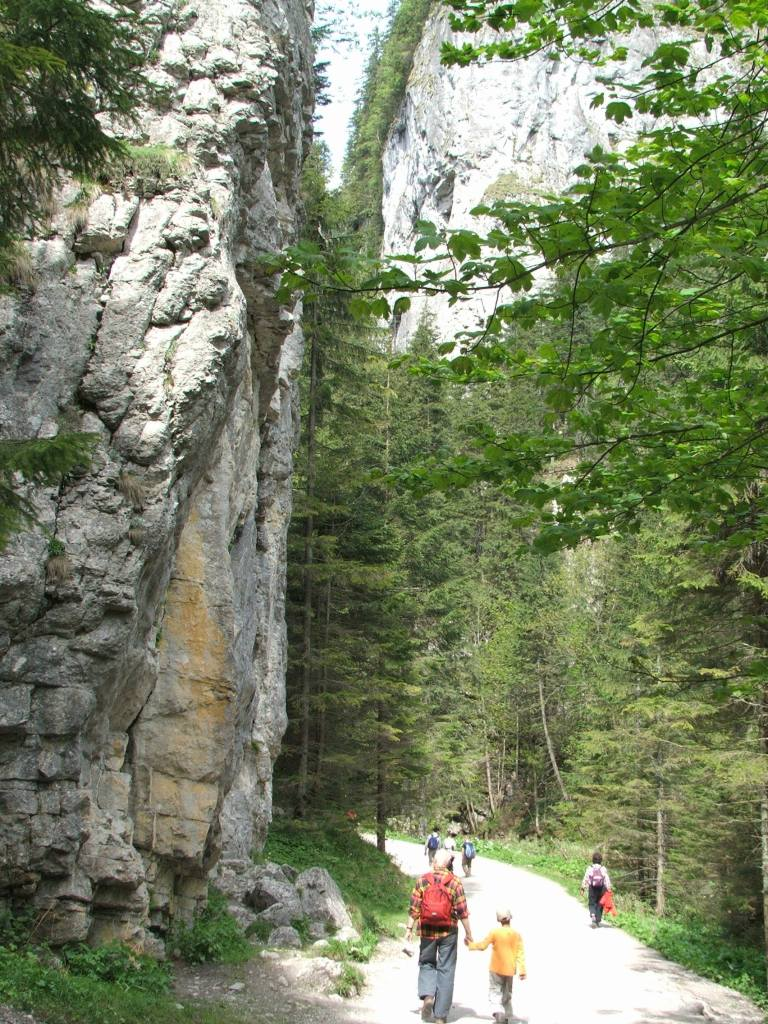
Pośrednia Kościeliska Brama
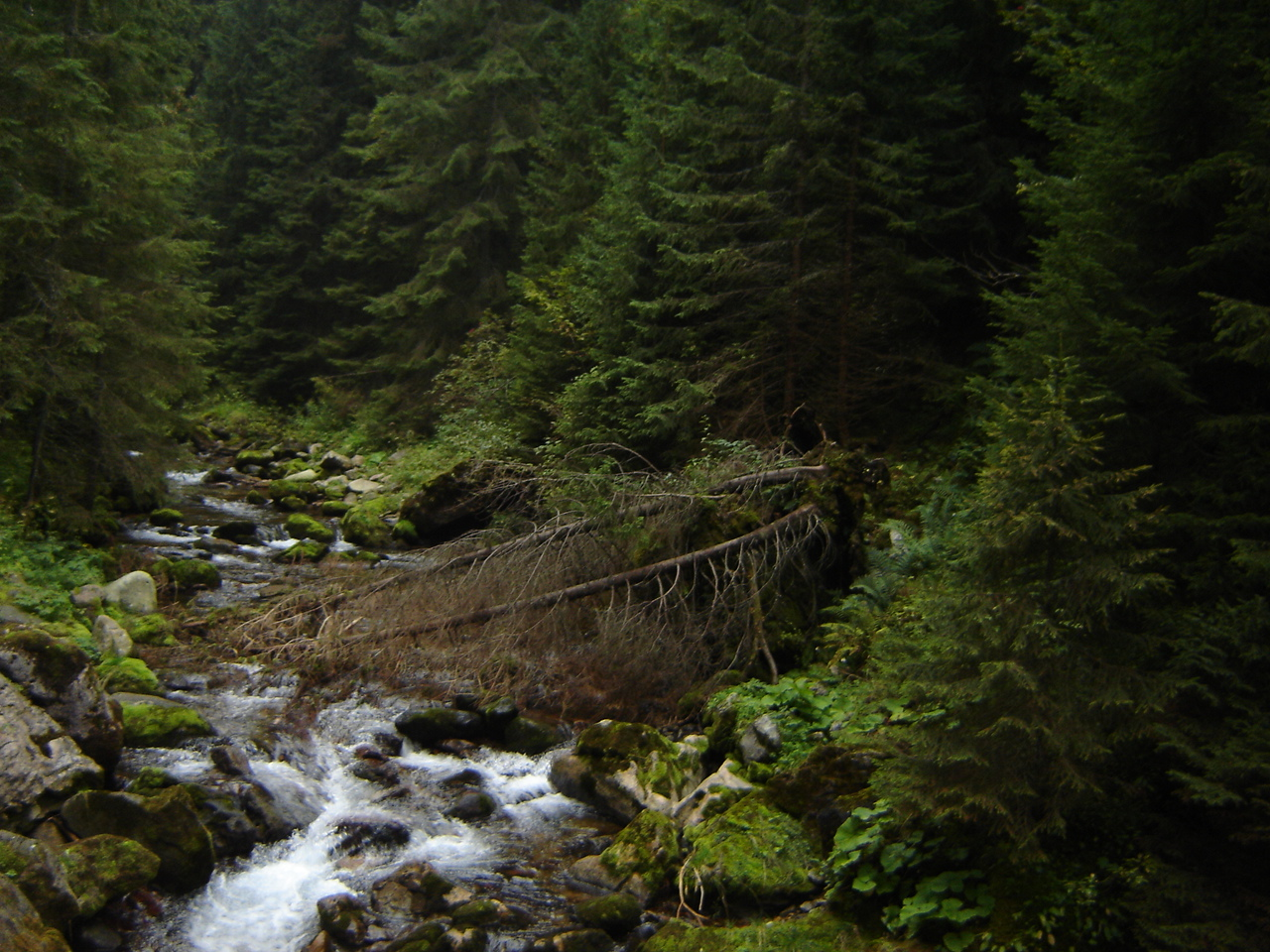
Kościelisko Potok
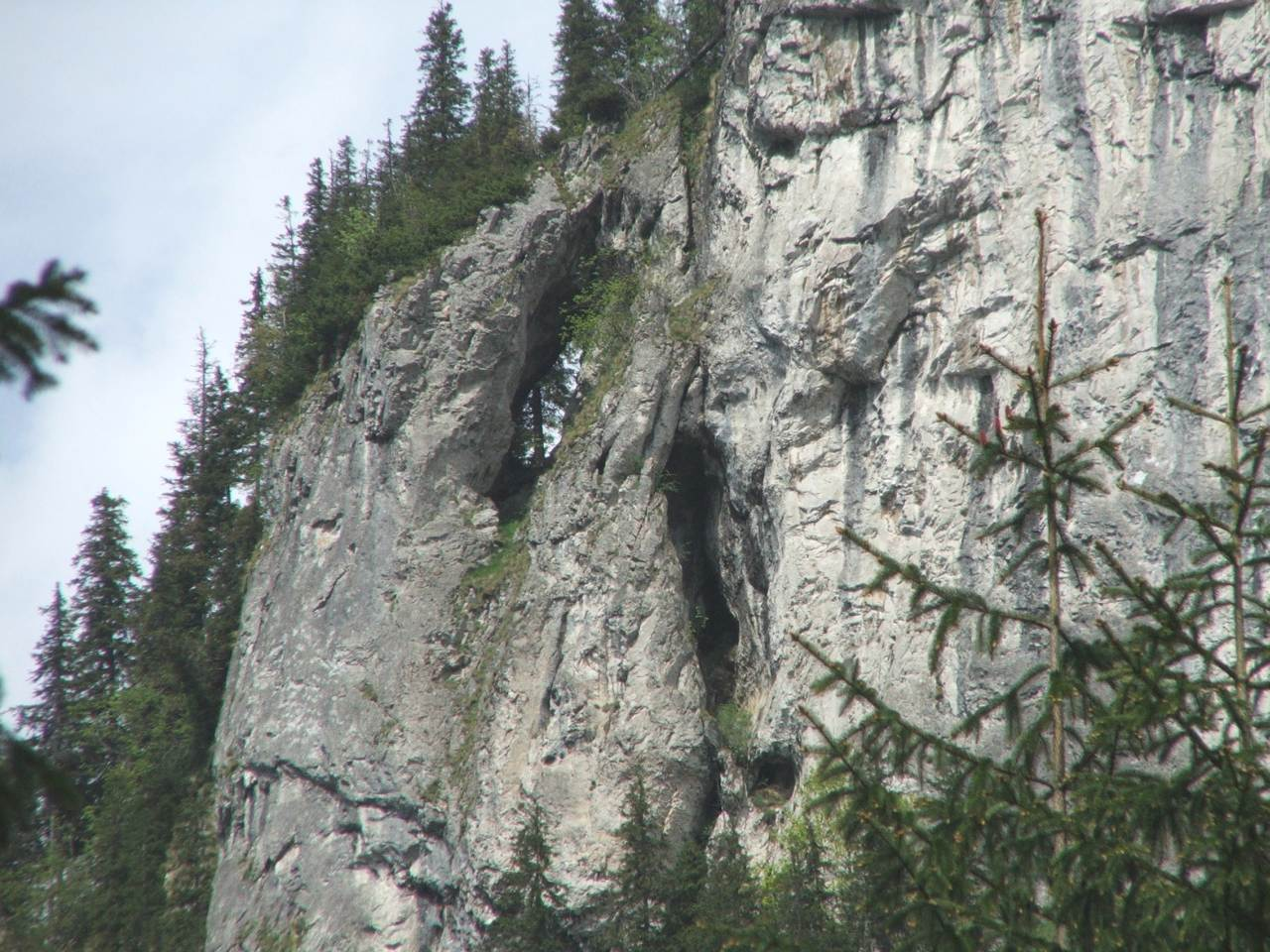
Zbojnické Okna